# Operazioni ala Allah Tawakalna
Le operazioni ala Allah Tawakalna (dall'arabo "abbiamo creduto in dio"; in arabo عمليات توكلنا على الله‎?) furono una serie di cinque offensive irachene lanciate nell'aprile 1988 e durate fino al luglio 1988, durante la guerra Iran-Iraq, consistenti nella seconda battaglia di al-Faw, la battaglia del lago di Pesce, la battaglia delle isole Majnoon, la battaglia di Dehloran e la battaglia di Qasre Shirin, l'Iraq originariamente aveva solo l'intenzione di riprendere la penisola di al-Fāw, ma a causa degli straordinari successi riportati nelle cinque battaglie delle operazioni ed il crollo delle truppe iraniane, il comando iracheno decise allora di espandere le operazioni in una maggiore grande campagna, i massicci attacchi chimici giocarono un ruolo fondamentale nella sconfitta degli iraniani.